# Paraguay aux Jeux olympiques d'été de 2000
Le Paraguay participe aux Jeux olympiques d'été de 2000 à Sydney. Sa délégation est composée de 5 athlètes répartis dans 3 sports et son porte-drapeau est Nery Kennedy. Au terme des Olympiades, la nation n'est pas à proprement classée puisqu'elle ne remporte aucune médaille. 

## Nombre d'athlètes qualifiés par sport
Voici la liste des qualifiés et sélectionnés Paraguayens par sport (remplaçants compris) :
| Sport      | Hommes | Femmes | Total |
| ---------- | ------ | ------ | ----- |
| Athlétisme | 1      | 1      | 2     |

## Liste des médaillés paraguayens
Aucun athlète paraguayen ne remporte de médaille durant ces JO.

## Athlétisme

### Hommes
| Athlète      | Épreuve           | Qualification | Qualification | Finale      | Finale  |
| Athlète      | Épreuve           | Performance   | Rang          | Performance | Rang    |
| ------------ | ----------------- | ------------- | ------------- | ----------- | ------- |
| Nery Kennedy | Lancer du javelot | 70,26 m       | 33e           | Eliminé     | Eliminé |

### Femmes
| Athlète          | Épreuve          | Qualification | Qualification | Finale      | Finale  |
| Athlète          | Épreuve          | Performance   | Rang          | Performance | Rang    |
| ---------------- | ---------------- | ------------- | ------------- | ----------- | ------- |
| Mariana Canillas | Lancer du disque | 32,31 m       | 32e           | Eliminé     | Eliminé |